# 名古屋港ポートビル
名古屋港ポートビル（なごやこうポートビル）は、愛知県名古屋市港区にある公立の高層ビルである。一部事務組合の名古屋港管理組合が所有している。

## 概要
1984年（昭和59年）7月20日に開館した高さ63メートルの高層ビルで、昭和59年度名古屋市都市景観賞および第17回中部建築賞に入賞している。ビルの外観は海に浮かぶ白い帆船をイメージしたものであり、名古屋港のランドマークとなっている。
また、ビルの3階と4階には名古屋海洋博物館が、7階には地上53メートルの展望室があり、観光施設となっている。なお、7階の展望室は2014年（平成26年）1月6日から3月31日まで工事のため休館となり、同年4月1日にリニューアルオープンした。

## 施設概要
- 7F - 展望室（高さ53メートル[6]）
- 6F - 会議室
- 5F -
- 4F - 名古屋海洋博物館、講堂
- 3F - 名古屋海洋博物館、管理事務所
- 2F - レストラン、回廊ギャラリー、会議室
- 1F - インフォメーション、ロビー、休憩所など

## 名古屋海洋博物館
1984年（昭和59年）7月20日に開館。名古屋港ポートビルの3階と4階に位置し、名古屋港の歴史のほか港に関する展示が行われているほか、毎月第4土曜日にはペーパークラフトやボトルシップ制作などの工作教室が開催されている。
2004年（平成16年）4月21日にリニューアルオープンしたが、2015年（平成27年）3月21日に、「日本一の国際貿易港・名古屋港」をテーマに再びリニューアルオープンした。

### 主な展示内容
- 自働化コンテナターミナル模型 - 日本初の自働化コンテナターミナルの大型電動模型の展示[9]
- ライブジオラマ名古屋港 - 名古屋港を紹介する長さ約10メートルのジオラマ[9]
- みなとシアター - 名古屋港を紹介した映画の視聴コーナー[9]
- 操船シミュレータ - CGで再現された名古屋港内で船を操船できるシミュレータ[9]
- ガントリークレーン・シミュレータ - CGでガントリークレーンを運転できるシミュレータ[9]
- 輸出用自動車の実物展示 - 輸出用自動車（ハイブリッドカー）の展示[9]

## 周辺施設
- 名古屋港水族館
- 南極観測船ふじ
- ガーデン埠頭臨港緑園
- JETTY
- 名古屋港シートレインランド

## 交通アクセス
- 名古屋市営地下鉄名港線「名古屋港駅」から徒歩約3分。